# Thomas Mouléro Djogbenou
Thomas Mouléro Djogbenou, né vers 1888 à Gbékandji, dans la commune d’Adjohoun, et mort le 3 août 1975 à Cotonou, est un prêtre catholique et premier prêtre du Bénin et de la sous-région ouest africaine.

## Ministère
Thomas Mouléro Djogbenou est baptisé le 11 août 1909 à Kétou. Après des études de théologie au Grand Séminaire Saint-Gall de Ouidah, il est ordonné prêtre le 15 août 1928 par Mgr Jean-Marie Cessou, vicaire apostolique de Lomé.
Avant de devenir prêtre, Thomas Mouléro Djobgenou est un initié du Fa, géomancie permettant de décrypter les forces en jeu à la suite de jets de cauris ou d’écorces de pommes sauvages et d’en apporter une interprétation afin d’en tirer des recommandations.
Il décède à Cotonou le 3 août 1975.

## Hommages
Chaque année, le 15 août, jour de l'Assomption de Marie, le diocèse de Porto Novo célèbre l'anniversaire de son ordination sacerdotale.